# Transport în Craiova
Transportul în comun din Craiova a luat ființă încă din septembrie 1948, cu un parc de 2 autobuze, primite de la București si era inclus în cadrul Întreprinderii de Gospodărire Comunală a orașului Craiova. În prezent RAT SRL (fosta Regie Autonomă de Transport Craiova) deține un depou de tramvaie și o autobază, având un parc de 190 de autobuze (dintre care aproape 160 active), dar și 35 tramvaie (dintre care 16 active), majoritatea restaurate în anii 2014-15. 
Până în anul 2013, autobuzele erau garate în doua autobaze, una localizată pe Calea Severinului (unde se află și sediul RAT), iar cealaltă, situată în cartierul 1 Mai, pe str. Dimitrie Gerota. Cea din urmă a fost închisă, iar pe actualul teren a fost mutat Târgul Municipal Craiova. În prezent, există planuri pentru transformarea și redeschiderea acesteia în bază pentru autobuze electrice.

## RAT Craiova

### Tramvai

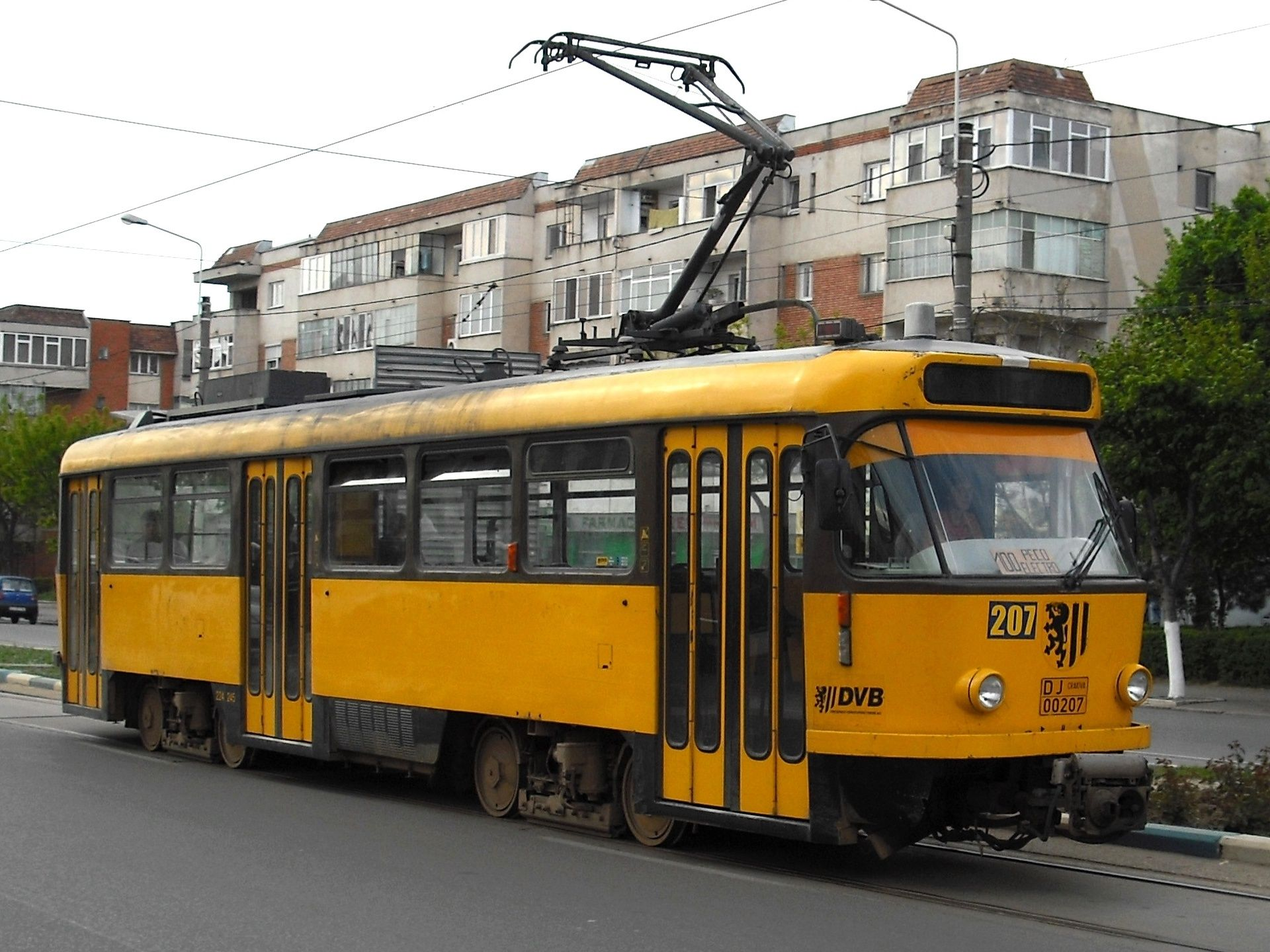
Tramvai Tatra T4D pe linia 100

Articol principal:Tramvaiul din Craiova
- 100 : Peco Severinului - Teatrul Național - Institut - Pod Electro și retur
- 101 : Izvorul Rece - Peco Severinului - Teatrul Național - Institut - Pod Electro - Ford și retur.

### Autobuz
Legendă:
- : Traseu urban
- : Traseu urban expres
- : Traseu inactiv/plănuit

Trasee Urbane

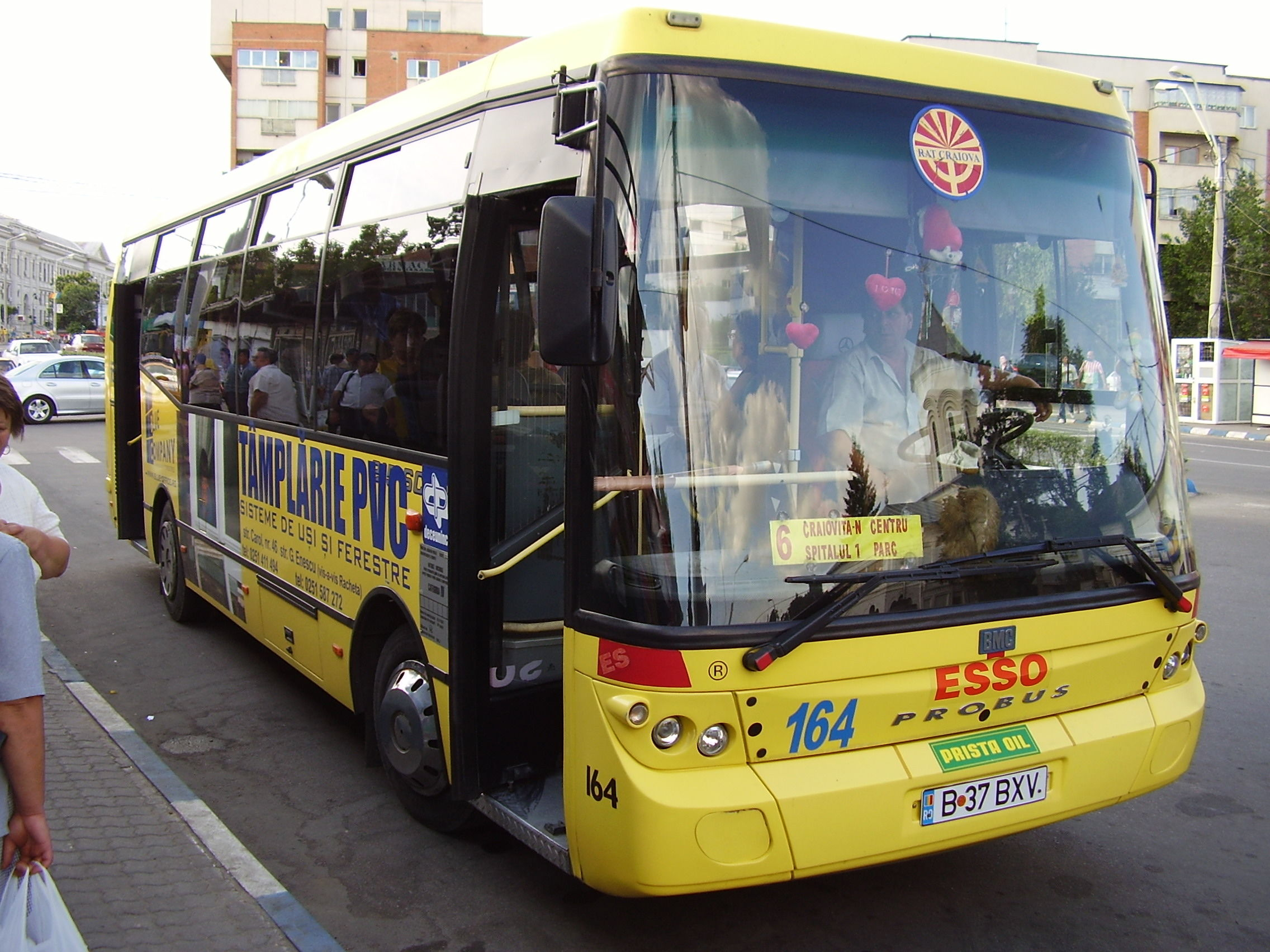
Autobuz BMC Probus 215-SCB circulând pe linia 6

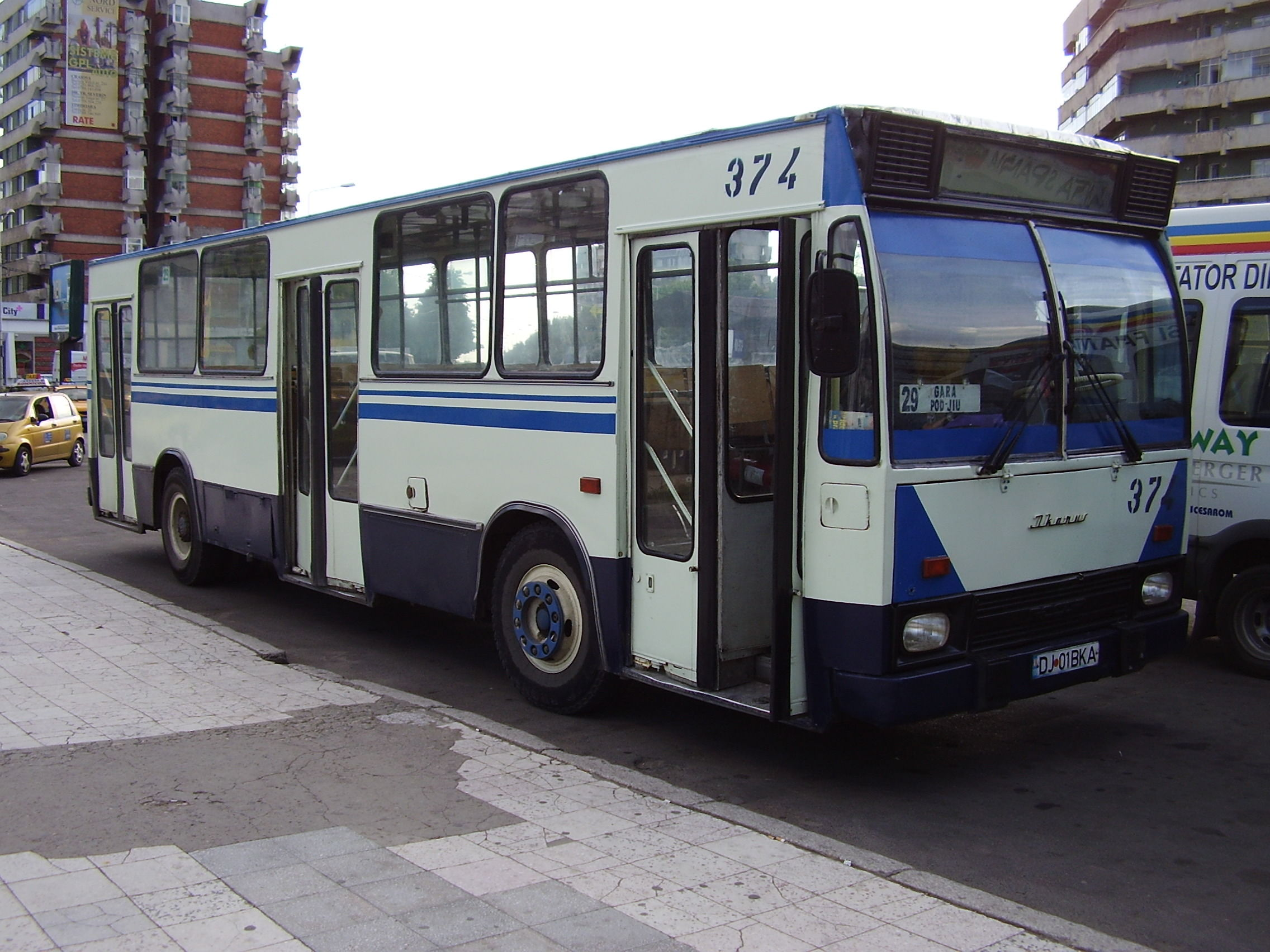
Autobuz DAC 112 UDM circulând pe linia 29

- 1 : Gară - Olteț - Spitalul nr. 1 - OLASPROD - Fântâna Popova și retur
- 2b : Cernele - Compania de Apă - Teatrul Național - Piața Centrală și retur
- 3b : Craiovița Nouă - Olimp - Liceul Energetic - Olteț - Spitalul Militar - Bănie și retur
- 4 : Făcăi - Romanești - Olteț - Piața Centrală și retur
- 5b : Piața Centrală - Olteț - Caracal - Veteranilor și retur
- 6 : Craiovița Nouă - Teatrul Național - Olteț - Romanești și retur
- 7 : Gară - Craiovița Nouă - Promenada Mall - Râului - Ciupercă și retur
- 8 : Gară - Piața Centrală - Pod Electro - Hanul Doctorului - Aeroport și retur (în curând)
- 9 : Craiovița Nouă - Teatrul Național - Institut - Parcul Industrial - Aeroport - METRO - High Tech Industry Park și retur
- 10 : Fântâna Popoveni - Râului - Tribunalul Dolj - Teatrul Național - Piața Centrală și retur
- 11 : Fântâna Mireselor (Rovine 2) - Calea Severinului - Spitalul nr. 2 - Teatrul Național - Piața Centrală și retur
- 12 : Piața Centrală - Teatrul Național - Compania de Apă - Cernele - Fântâna Mireselor (Rovine 2) și retur
- 13 : Compania de Apă - Casa Tineretului - Amaradia - Brazda lui Novac - Gară și retur
- 17b : Gară - Bariera Vâlcii - Șimnicu de Jos și retur
- 20 : Gară - Brazda lui Novac - Spitalul nr. 2 - Agronomie - Stadion - Parcul Tineretului - Water Park și retur
- 23b : Carpenului - Bariera Vâlcii - Brazda lui Novac - Teatrul Național - Piața Centrală și retur
- 24 : OLASPROD - Parc - Institut - Vama Lăpuș - Siloz - Spitalul nr. 1 - Dunărea - OLASPROD
- 25 : Gară - Brazda lui Novac - Spitalul nr. 2 - Olteț - Siloz - Bănie - SELGROS și retur
- 29b : Bucovăț - Stadion - Spitalul nr. 1 - Olteț - Piața Centrală și retur

#### Trasee Expres
- E1T : Craiovița Nouă - Gară - Bănie - Parc - Compania de Apă - Craiovița Nouă
- E1R : Craiovița Nouă - Compania de Apa - Parc - Bănie - Gară - Craiovița Nouă

Trasee Școlare
- S1:

– Tur: ora 07:20 – Bd. Dacia – 1 Decembrie 1918 – Doljului – Amaradia – C-tin Brâncuși;
– Retur: ora 12:00 – C-tin Brâncuși – Principatele Unite – Calea București – Amaradia – Doljului – 1 Decembrie 1918 – Bld. Dacia.
- S2:

– Tur: ora 07:20 – Gară – Decebal – Gârlești – Sărari – Calea București – C-tin Brâncuși;
– Retur: ora 12:00 – C-tin Brâncuși – Principatele Unite – Calea București – Sărari – Gârlești – Decebal – Gară.
- S3:

– Tur: ora 07:10 – B-dul. Decebal – Caracal – Potelu – N. Romanescu – Calea Unirii – Alexandru Macedonski – Arieș – Calea București – C-tin Brâncuși;
– Retur: ora 12:00 – C-tin. Brâncuși – Principatele Unite – Calea București – Arieș – Simion Bărnuțiu – Calea Unirii – Calea Unirii – N. Romanescu – Potelu – Caracal – B-dul Decebal.
- S4:

– Tur: 07:10 – B-dul Ilie Balaci – Râului – Brestei – Pelendava – Calea Severinului – N. Titulescu – C-tin Brâncuși;
– Retur: ora 12:00 – C-tin Brâncuși – Principatele Unite – Calea București – N. Titulescu – Calea Severinului – Pelendava – Brestei – Râului – Ilie Balaci.
Trasee Metropolitane
- Craiova-Breasta: Breasta (sat Valea Lungului) - Cernele - Compania de Apă - Teatrul Național și retur
- Craiova-Bucovăț: Sărbătoarea - Leamna - Bucovăț - Stadion - Spitalul nr. 1 - Olteț - Bloc S200 și retur
- Craiova-Cârcea 1: Bloc S200 - Institut - Aeroport - METRO - Cârcea - Selgros - Ford - Bloc S200
- Craiova-Cârcea 2: Bloc S200 - Ford - Selgros - Cârcea - METRO - Aeroport - Institut - Bloc S200
- Craiova-Ișalnița: Gară - Teatrul Național - Spitalul nr. 2 - Casa Tineretului - Han Craiovița - Izvorul Rece - Termo - Ișalnița (primărie) și retur
- Craiova-Ghercești: Gară - Vama Lăpuș - Hanul Doctorului - Ghercești (primărie) - Bărăgan - Teișani - Mocănei - Gârlești - Cornet și retur
- Craiova-Malu Mare: Bloc S200 - Olteț - Spitalul nr. 1 - PECO Romanești - Făcăi - Malu Mare și retur
- Craiova-Pielești: Bloc S200 - Institut - METRO - DC87 - Pielești (primărie) - Câmpeni și retur
- Craiova-Pielești/Magnolia: Bloc S200 - Viitorul - Magnolia și retur
- Craiova-Preajba: Bloc S200 - Olteț - Spitalul nr. 1 - PECO Romanești - Făcăi - Preajba și retur
- Craiova-Șimnicu de Sus: Gară - Bld. Dacia - Aleea 4 Șimnic - Albești - Dudovicești - Florești - Românești - Leșile - Duțulești și retur

#### Tarife bilete pentru o călătorie, indiferent de distanță
| Denumire                     | Preț      |
| Bilet vândut la tonetă       | 3,00 RON  |
| Bilet vândut de cond. auto   | 3,00 RON  |
| Bilet Craiova-Cârcea         | 4,50 RON  |
| Bilet Craiova-Malu Mare      | 4,50 RON  |
| Bilet Craiova-Breasta        | 5,00 RON  |
| Bilet Craiova-Bucovăț        | 5,00 RON  |
| Bilet Craiova-Ghercești      | 5,00 RON  |
| Bilet Craiova-Ișalnița       | 5,00 RON  |
| Bilet Craiova-Șimnicu de Sus | 6,00 RON  |
| Bilet Craiova-Pielești       | 10,00 RON |

### Tarife abonamente
| Denumire                                                                                                 | Preț       |
| Abonament unic pe toate liniile - valabil 1 lună                                                         | 100,00 RON |
| Abonament unic pe toate liniile - valabil 15 zile                                                        | 52,00 RON  |
| Abonament unic pe toate liniile - valabil 7 zile                                                         | 28,00 RON  |
| Abonament unic pe toate liniile - valabil 1 zi                                                           | 9,00 RON   |
| Abonament nenominalizat pe toate liniile - valabil 1 lună                                                | 169,00 RON |
| Abonament nominalizat pe toate liniile pentru elevi/studenți - valabil 1-30 septembrie, 1 oct. - 31 aug. | Gratis     |
| Abonament Craiova-Breasta - valabil 1 lună                                                               | 120 RON    |
| Abonament Craiova-Ișalnița - valabil 1 lună                                                              | 120 RON    |
| Abonament Craiova-Malu Mare - valabil 1 lună                                                             | 100 RON    |
| Abonament Craiova-Cârcea - valabil 1 lună                                                                | 100 RON    |
| Abonament Craiova-Bucovăț - valabil 1 lună                                                               | 150 RON    |
| Abonament Craiova-Ghercești - valabil 1 lună                                                             | 150 RON    |
| Abonament Craiova-Pielești - valabil 1 lună                                                              | 200 RON    |
| Abonament Craiova-Cârcea - valabil 15 zile                                                               | 65 RON     |
| Abonament Craiova-Pielești - valabil 15 zile                                                             | 100 RON    |

## Frații Bacriz SRL

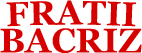
Logo-ul SC FRAȚII BACRIZ SRL

O mașină FRAȚII BACRIZ cu tăblița de pe traseul 4

SC FRAȚII BACRIZ SRL a fost un operator privat de transport în comun cu microbuze de tip "maxi-taxi" (Iveco/Irisbus Daily, Volkswagen Crafter). Firma a început serviciile de transport public încă din 1998, și și-a întrerupt activitatea începând cu luna octombrie 2018. Traseele operate de SC FRATII BACRIZ SRL au fost menite să faciliteze transportul rapid între zonele rezidențiale și obiectivele economice, industriale, comerciale precum și între instituțiile administrative și de interes public din municipiul Craiova.

### Trasee
- Traseul 2 avea itinerariul cu plecare de la Pasaj Electro străbătând Calea București, traversează centrul prin Valea Vlăicii și continuă pe Strada Brestei pana la Cernele. Acest traseu era asemănător cu 2b de la RAT.

- Traseele 4 și 7 au fost proiectate să deservească în sistem circuit cetățenii din zonele limitrofe ale marilor artere de circulație care tranzitează orașul dinspre Cartierul Craiovița Noua spre Gară și platforma industrială de est (pe Bulevardul Dacia și Decebal) continuând pe Strada Caracal spre Parcul Romanescu și Spitalul Județean, orientându-se apoi către Facultatea de Agronomie și pe Strada Brestei și Maria Tănase, încheind prin revenirea spre Craiovița Noua (pe traseul 7) și invers (pe traseul 4). Cele 2 trasee aveau mici diferențe (de exemplu capătul liniei: 4 termina linia și începea la fosta stație Craiovești, în fața blocurilor 201B și C).Traseele 4 si 7 dublau linia E1 a RAT.

- Traseul 9 asigura deplasarea pasagerilor din cartierul Craiovița Nouă pe Calea Severinului spre Centru (Teatru, Universitate și Piața Centrală) și în continuare pe Calea București spre Cartier Lăpuș, ajungând la aeroport și Metro. Acest traseu era asemănător cu 9 de la RAT.

### Tarife
Biletul costa 2.5 lei și se achiziționa de la taxatoarele din interiorul microbuzului.

## Auchan
Hipermarketurile Auchan din Craiova (Electroputere Parc în Lăpuș) și Craiovița Nouă (fostul Real) au transportat oamenii gratuit către/de la magazine. Microbuzele aveau o frecvență de 30 de minute. 
Hipermarketul dispunea de 6 microbuze care circulau pe 3 trasee: 1, 2 și 3.
- TRASEU 1 (NORD) Auchan Electroputere -  Vama (Lăpuș) – Rovine – Gară – Bd. Dacia nr. 189 – Str. Brazda lui Novac (Complex Baba Novac) – Str. Doljului (Duval) – Liceul Pedagogic – Liceul George Bibescu – Segarcea – Str. George Enescu – Bd. Tineretului, bl. 163E – Auchan Craiovița.
- TRASEU 2 (CENTRU) Auchan Electroputere – Institut – Rotonda – Piața Mare – Universitate – Grădina Botanică – Școala nr. 12, zona Groapa – Auchan Craiovița.
- TRASEU 3 (SUD) TUR: Auchan Electroputere - Biserica Piața Valea Roșie – Spitalul Militar – Dacia – Gh. Chițu – Piața  Chiriac – Fabrica de Confecții – Spitalul nr. 1 – Stadionul Tineretului – Biserica Sf. Dumitru – Facultatea de Agronomie – Inspectoratul Școlar – Auchan Craiovița.
- RETUR (TRASEU 3): Auchan Craiovița – Casa Științei – Inspectoratul Școlar  – Facultatea de Agronomie – Biserica Madona Dudu – Stadionul  Tineretului – Spitalul nr. 1 – Fabrica de Confecții – Biserica Ungureni –  Dacia – Spitalul Militar – Biserica Piața Valea Roșie – Auchan Electroputere.

## Firme de taxiuri din Craiova
- Taxi Barby
- Taxi Favorit
- Taxi PMI
- Taxi STG (a fuzionat cu Taxi PMI în 2016)
- Taxi Romnicon

## Transport aerian
Aeroportul Internațional Craiova este așezat la ieșirea estică a orașului, la 7km de centru.

## Transport extern
- Legătura cu marile orașe : Cel mai sigur și confortabil mod de transport între Craiova și marile orașe ale țării este trenul. Din Gara CFR pleacă zilnic trenuri directe către : București, Arad, Brașov cu Regiotrans Arhivat în 21 martie 2009, la Wayback Machine., Cluj-Napoca, Constanța, Deva, Drobeta Turnu Severin, Râmnicu Vâlcea, Pitești, Ploiești cu Regiotrans Arhivat în 21 martie 2009, la Wayback Machine., Sibiu, Slatina, Târgu-Jiu, Timișoara, dar și cu orașe mai mici : Filiași, Motru, Strehaia, Orșova, Târgu Cărbunești, Băilești, Segarcea, Calafat, Balș, Piatra-Olt, Golești, Titu, Găești, Caracal, Roșiori, Videle, Drăgănești-Olt, Câmpina, Ciulnița, Fetești, Cernavodă. În toate celelalte localități din țară se poate ajunge, prin legături în alte gări mari. Alternativa la transportul feroviar o reprezintă transportul rutier, efectuat de cele mai multe ori cu microbuze considerate nesigure și nepotrivite pe distanțe lungi de către publicul călător. Autogara principală (Autogara Nord) se află chiar lângă gara principală (Gara Craiova). De asemenea diferența dintre numărul celor morți și răniți în accidente feroviare comparativ cu cele rutiere este uriașă: dacă numărul celor morți în accidente feroviare tinde spre 0, numărul morților în urma accidentelor rutiere este de ordinul sutelor, în fiecare an. Spre exemplu, în 2009, au murit în accidente rutiere 2.796 de persoane, iar în accidente feroviare : 0. Uniunea Europeană a impus în majoritatea țărilor care o alcătuiesc ca transportul de călători să fie efectuat pe cale feroviară tocmai pentru a reduce numărul deceselor. În Italia și Germania, pe anumite trasee pe care există căi ferate transportul rutier regulat a fost interzis. Pentru a vedea mersul oficial al trenurilor sau pentru a căuta informații despre un tren, accesați site-ul CFR Călători Arhivat în 7 august 2011, la Wayback Machine. sau apelați Informații Gară la 0251.411.620.
- Legătura oraș-comune/sate : Se face pe cale feroviară (în comunele situate de-a lungul magistralelor) sau cu microbuzele și autobuzele private, pe cale rutieră. Graficul este stabilit în funcție de distanța dintre comună și oraș. Spre exemplu, comunele care se află la o distanță de mai puțin de 15 km de oraș dispun de transport cu o frecvență de 15-30 de minute, în funcție de oră și de zi (lucrătoare sau nelucrătoare), iar cele ce se află la 30-40 de km de oraș la 60 de minute. În general, ultimele curse sunt în jurul orei 20. Municipiul Craiova dispune de 3 autogări: Autogara Nord, situată lângă gara principală, Autogara "Service Poiana" și Autogara Sud de la fosta bază RAT, din cartierul Romanești. Informații Autogara Nord (lângă gara CFR principală) 0251.4-111-87